# Raúl Padilla López
Raúl Padilla López   (Guadalajara, 3 de maig de 1954 - Guadalajara, 2 d'abril de 2023) fou un directiu cultural mexicà.

## Trajectòria
Era fill d'un dirigent del Partit Revolucionari Institucional (PRI) dels anys 60, va ser capdavanter en l'Escola de Filosofia i dirigent de la Federació d'Estudiants de Guadalajara (FEG) de 1977 a 1979, sota la tutela d'Alvaro Ramírez Ladewig. Després es va convertir en cap del Departament d'Investigació Científica i Superació Acadèmica i el 1989 va ser rector general de la Universitat de Guadalajara, on es va llicenciar en història, i que va deixar a Víctor González Romero en 1995.
Entre moltes altres iniciatives, cal destacar-ne el seu paper com a fundador i president de la Feria Internacional del Libro de Guadalajara a Mèxic, que l'any 2004 acollí la cultura catalana com a convidada d'honor. És autor de diversos assaigs sobre temes educatius, polítics i culturals. El 2006 va rebre la Creu de Sant Jordi. També ha estat diputat a la cambra de l'estat de Jalisco pel Partit de la Revolució Democràtica (PRD).